# Itinga do Maranhão
Itinga do Maranhão là một đô thị thuộc bang Maranhão, Brasil. Đô thị này có diện tích 3590,033 km², dân số năm 2007 là 24581 người, mật độ 6,85 người/km².